# Anemia sanctae-martae
Anemia sanctae-martae là một loài dương xỉ trong họ Anemiaceae. Loài này được Christ mô tả khoa học đầu tiên năm 1907.